# Список об'єктів, названих на честь Пала Ердеша
Наступне було названо на честь Пала Ердеша:
- Нагорода Пала Ердеша Світової федерації національних математичних змагань
- Премія Ердеша
- Стипендія для молодих науковців Анни та Пала Ердешів математичного факультету університету Техніон
- Число Ердеша
- Кардинал Ердеша
- Гіпотеза Ердеша — список численних гіпотез, названих на честь Пала Ердеша
  - Гіпотеза Ердеша — Турана щодо адитивних баз
  - Гіпотеза Ердеша щодо арифметичних прогресій
  - Задача Ердеша про різні відстані
  - Гіпотеза Камерона — Ердеша
  - Гіпотеза Ердеша — Бура
  - Гіпотеза Ердеша — Фабера — Ловаса
  - Гіпотеза Ердеша — Грема — див. Задача Ердеша — Грема
  - Гіпотеза Ердеша — Ґьярфаса
  - Гіпотеза Ердеша — Страуса
  - Гіпотеза Ердеша — Турана
- Константа Ердеша — Коупленда
- Число Ердеша — Бейкона
- Стала Ердеша — Борвейна
- Граф Ердеша — Діофанта
- Граф Ердеша — Реньї
- Нерівність Ердеша — Морделла
- Модель Ердеша — Реньї
- Простір Ердеша
- Теореми Ердеша
  - Теорема де Брейна — Ердеша (теорія графів)
  - Теорема де Брейна — Ердеша
  - Теорема Ердеша — Аннінга
  - Теорема Ердеша — Бека
  - Теорема Ердеша — Душніка — Міллера
  - Теорема Ердеша — Ґаллаї
  - Теорема Ердеша — Каца
  - Теорема Ердеша — Ко — Радо
  - Теорема Ердеша — Секефальві-Надя
  - Теорема Ердеша — Радо
  - Теорема Ердеша — Стоуна
  - Теорема Ердеша — Секереша
- Нерівність Ердеша — Турана
- Число Ердеша — Вудза
- Проблема Нельсона — Ердеша — Гадвігера